# 信用事業
信用事業（しんようじぎょう）とは、農業協同組合、信用農業協同組合連合会、漁業協同組合、信用漁業協同組合連合会、水産加工業協同組合または信用水産加工業協同組合連合会によって行われる以下の事業をいう。ただし、信用水産加工業協同組合連合会は実際には存在していない。

## 概要
農業協同組合および信用農業協同組合連合会の信用事業は、系統中央機関である農林中央金庫とともにJAバンクを構成しており、また、漁業協同組合、信用漁業協同組合連合会および水産加工業協同組合の信用事業は、同じく農林中央金庫とともにJFマリンバンクを構成している。

## 業務
- 組合員の事業または生活に必要な資金の貸付け
- 組合員の貯金または定期積金の受入れ
- 組合員の事業または生活に必要な機械類その他の物件の所有権移転外ファイナンスリースを行う事業
- 上記事業の代理または媒介
- 手形の割引
- 為替取引
- 債務の保証または手形の引受け
- 有価証券（譲渡性預金やCP、短期社債等を除く。）の売買または有価証券関連デリバティブ取引（書面取次ぎ行為に限る。）
- 有価証券（譲渡性預金やCP、短期社債等を除く。）の貸付け
- 国債、地方債もしくは政府保証債の引受け（売出しの目的をもってするものを除く。）または当該引受けに係る国債、地方債もしくは政府保証債の募集の取扱い
- 金銭債権（譲渡性預金やCP等を含む。）の取得または譲渡
- 指名金銭債権の流動化取引に係る特定社債等の引受け（売出しの目的をもつてするものを除く。）または当該引受けに係る特定社債等の募集の取扱い
- 短期社債等の取得または譲渡
- 有価証券（譲渡性預金やCP、短期社債等を除く。）の私募の取扱い
- 他の金融機関の一定の業務の代理または媒介
- 外国において行う外国銀行の一定の業務の代理または媒介
- 国、地方公共団体、会社等の金銭の収納その他金銭に係る事務の取扱い
- 有価証券、貴金属その他の物品の保護預り
- 口座管理機関として行う振替業
- 両替
- 一定の店頭デリバティブ取引（有価証券関連店頭デリバティブ取引に該当するものを除く。）
- 一定のデリバティブ取引（有価証券関連デリバティブ取引に該当するものを除く。）の媒介、取次ぎ又は代理
- 一定の金融等デリバティブ取引
- 一定の金融等デリバティブ取引の媒介、取次ぎまたは代理
- 一定の有価証券関連店頭デリバティブ取引
- 一定の有価証券関連デリバティブ取引の媒介、取次ぎまたは代理
- 投資助言業務に係る事業
- 登録金融機関として行う事業
- 信託業務に係る事業
- 自己信託に係る事務に関する事業
- 地方債又は社債その他の債券の募集又は管理の受託
- 担保付社債に関する信託事業
- 算定割当量を取得し、もしくは譲渡することを内容とする契約の締結またはその媒介、取次ぎもしくは代理を行う一定の事業
- 上記に附帯する業務